# Derolus trifulvofasciatus
Derolus trifulvofasciatus là một loài bọ cánh cứng trong họ Cerambycidae.